# チェスケー・ヴェレニツェ - ヴェセリー・ナド・ルジニチー線
チェスケー・ヴェレニツェ - ヴェセリー・ナド・ルジニチー線（チェコ語: Železniční trať České Velenice – Veselí nad Lužnicí）は、チェコ鉄道の鉄道線の名称である。路線番号は226。元々はウィーンとプラハを結ぶ路線であったが、現在その役割は010号線が担っており、226号線はローカル輸送を担っている。

## 歴史
グミュント（チェスケー・ヴェレニツェ） - プラハ区間の建設許可はヨハン・ツ・シュヴァルツェンベルク（Johann Adolf II zu Schwarzenberg, 1799~1888）を代表とした創業人団に1866年11月11日付きに与えられた。1871年9月3日にグミュント - チェルチャン区間が皇帝フランツ・ヨーゼフ鉄道（k.k. privilegierte Kaiser Franz Josef-Bahn, KFJB）により開通された。1884年5月にこの路線はオーストリア帝国鉄道により引き受けられた。
1993年1月1日にこの路線はチェコスロバキア解体の際に新生のチェコ鉄道（České dráhy, ČD）に引き受けられた。2003年よりこの路線は鉄道管理公団（Správa železniční dopravní cesty, SŽDC）により管理・運営されている。

## 運行形態
特急と普通が運行する。

### 特急「リフリーク(R)」
- シルヴァ・ノルティカ号：　ウィーン - ヴェレニツェ - ヴェセリー - プラハ
一日2往復の運行。ヴェレニツェ以南はオーストリア国鉄800号線に、ヴェセリー以北は220号線に直通する。
2023年度に運行を開始した。

- ルジニツェ号：　ヴェレニツェ - ヴェセリー - プラハ
一日2往復、上記ウィーン直通便と合わせて4時間に1本の運行。ヴェセリー以北は220号線に直通する。
2019年末に運行を開始した。当初は一日4往復であったが、2023年度より2往復がウィーン直通便に置き換えられた。

### 普通
- ヴェレニツェ - ヴェセリー
全て各駅停車で、線内のみの運行。2時間に1本だが、4時間間隔が空くこともある。
2019年以前は、平日2時間に1本の運行であった。また、ヴェセリーで220号線のプラハ方面特急と接続していた。

### 臨時列車
- 「ヴィトラズ」号
蒸気機関車。夏に年1日のみの運行。ヴェレニツェ → トルジェボニ間に、片道1本のみの運行。途中ノンストップ。2018年運行。

- 「トルジェボニの蒸気機関車」イベント列車
蒸気機関車。夏に年4日の運行で、下記系統が順番に1本ずつ運行する。各駅停車。2018年運行。
トルジェボニ → ヴェセリー
ヴェセリー → ヴェレニツェ
ヴェレニツェ → トルジェボニ
トルジェボニ → トルジェボニ温泉（年3日のみ）
トルジェボニ温泉 → ヴェセリー（年3日のみ）
ヴェセリー → トルジェボニ（年3日のみ）
トルジェボニ → ヴェレニツェ（年1日のみ、上記3便が運行されない日の運行）
ヴェレニツェ → トルジェボニ（年1日のみ、上記3便が運行されない日の運行）

## 駅一覧
以下では、チェコ国鉄226号線の駅と営業キロ、停車列車、接続路線などを一覧表で示す。
- 種別
  - R：特急
  - Os：普通
- 停車駅
  - ■印：全列車停車
  - ｜印：全列車通過

| 路線名 | 駅名                                 | 駅間営業キロ | 累計営業キロ         | 累計営業キロ               | R  | Os | 接続路線                                                                | 所在地       | 所在地                       |
| ------ | ------------------------------------ | ------------ | -------------------- | -------------------------- | -- | -- | ----------------------------------------------------------------------- | ------------ | ---------------------------- |
| 226    | チェスケー・ヴェレニツェ駅           | -            | ヴェレニツェから 0.0 | ヴェレニツェ分岐点から 0.4 | ■  | ■  | 199号線（ブヂェヨヴィツェ方面） オーストリア国鉄800号線（ウィーン方面） | 南ボヘミア州 | インドルジフーフ・フラデツ郡 |
| 226    | ノヴァー・ヴェス・ナド・ルジニチー駅 | 5.6          | 5.6                  | 6.0                        | ｜ | ■  |                                                                         | 南ボヘミア州 | インドルジフーフ・フラデツ郡 |
| 226    | ドヴォリ・ナド・ルジニチー駅         | 5.3          | 10.9                 | 11.3                       | ｜ | ■  |                                                                         | 南ボヘミア州 | インドルジフーフ・フラデツ郡 |
| 226    | フルドロルジェズィ駅                 | 2.4          | 13.3                 | 13.7                       | ｜ | ■  |                                                                         | 南ボヘミア州 | インドルジフーフ・フラデツ郡 |
| 226    | スフドル・ナド・ルジニチー停留所     | 2.2          | 15.5                 | 15.9                       | ■  | ■  |                                                                         | 南ボヘミア州 | インドルジフーフ・フラデツ郡 |
| 226    | スフドル・ナド・ルジニチー駅         | 1.1          | 16.6                 | 17.0                       | ｜ | ■  |                                                                         | 南ボヘミア州 | インドルジフーフ・フラデツ郡 |
| 226    | マイダレナ駅                         | 5.6          | 22.2                 | 22.6                       | ■  | ■  |                                                                         | 南ボヘミア州 | インドルジフーフ・フラデツ郡 |
| 226    | マイダレナ停留所                     | 4.9          | 27.1                 | 27.5                       | ｜ | ■  |                                                                         | 南ボヘミア州 | インドルジフーフ・フラデツ郡 |
| 226    | トルジェボニ・ラーズニェ駅           | 4.9          | 32.0                 | 32.4                       | ■  | ■  |                                                                         | 南ボヘミア州 | インドルジフーフ・フラデツ郡 |
| 226    | トルジェボニ駅                       | 1.7          | 33.7                 | 34.1                       | ■  | ■  |                                                                         | 南ボヘミア州 | インドルジフーフ・フラデツ郡 |
| 226    | ルジニツェ駅                         | 4.4          | 38.1                 | 38.5                       | ｜ | ■  |                                                                         | 南ボヘミア州 | インドルジフーフ・フラデツ郡 |
| 226    | ロムニツェ・ナド・ルジニチー駅       | 4.8          | 42.9                 | 43.3                       | ｜ | ■  |                                                                         | 南ボヘミア州 | インドルジフーフ・フラデツ郡 |
| 226    | フラヘルジ駅                         | 3.1          | 46.0                 | 46.4                       | ｜ | ■  |                                                                         | 南ボヘミア州 | インドルジフーフ・フラデツ郡 |
| 226    | ヴルコフ・ナド・ルジニチー駅         | 3.6          | 49.6                 | 50.0                       | ｜ | ■  |                                                                         | 南ボヘミア州 | ターボル郡                   |
| 226    | ヴェセリー・ナド・ルジニチー駅       | 5.2          | 54.8                 | 55.2                       | ■  | ■  | 220号線（プラハ方面、プルゼニ方面） 225号線（ブルノ方面）               | 南ボヘミア州 | ターボル郡                   |